# Rhopalomyia plumula
Rhopalomyia plumula är en tvåvingeart som beskrevs av Fedotova 1995. Rhopalomyia plumula ingår i släktet Rhopalomyia och familjen gallmyggor.
Artens utbredningsområde är Kazakstan. Inga underarter finns listade i Catalogue of Life.